# Lac Tapani
Lac Tapani är en sjö i Kanada.   Den ligger i regionen Laurentides och provinsen Québec, i den sydöstra delen av landet, 170 km norr om huvudstaden Ottawa. Lac Tapani ligger 247 meter över havet. Arean är 6,7 kvadratkilometer. Den sträcker sig 5,8 kilometer i nord-sydlig riktning, och 4,4 kilometer i öst-västlig riktning.
I omgivningarna runt Lac Tapani växer i huvudsak blandskog. Runt Lac Tapani är det mycket glesbefolkat, med 4 invånare per kvadratkilometer.